# Pita azurovoprsá
Pita azurovoprsá (Pitta steerii) je pták z čeledi pitovití (Pittidae) a rodu pita (Pitta).

## Systematika
Pitu azurovoprsou poprvé vědecky popsal anglický přírodovědec Richard Bowdler Sharpe roku 1876, když pro ni zvolil vědecké jméno Brachyurus Steerii. Vědecký popis byl zveřejněn v periodiku Nature. Současná systematika považuje pitu azurovoprsou za součást rodu Pitta v rámci čeledi pitovití (Pittidae). Rozeznávány jsou dva poddruhy:
- poddruh Pitta steerii coelestis Parkes, 1971 – ostrov Mindanao
- poddruh Pitta steerii steerii (Sharpe, 1876) – ostrovy Samar, Leyte a Bohol

## Výskyt
Pita azurovoprsá je endemitem souostroví Filipíny, zaznamenána byla na ostrovech Samar, Leyte, Bohol a Mindanao. Z ostrovů Samar a Leyte však pocházejí poslední záznamy o výskytu ptáka ze 60. let 20. století, a stav současné populace je proto nejasný. Pity preferují lesní stanoviště ve vápencových krasových oblastech nebo lesy s roztroušenými vápencovými balvany, byť ekologický význam této preference není zřejmý. Na ostrově Mindanao byl tento druh objeven i v zakrslých lesních stanovištích. Žije až do nadmořské výšky 750 m.

## Popis

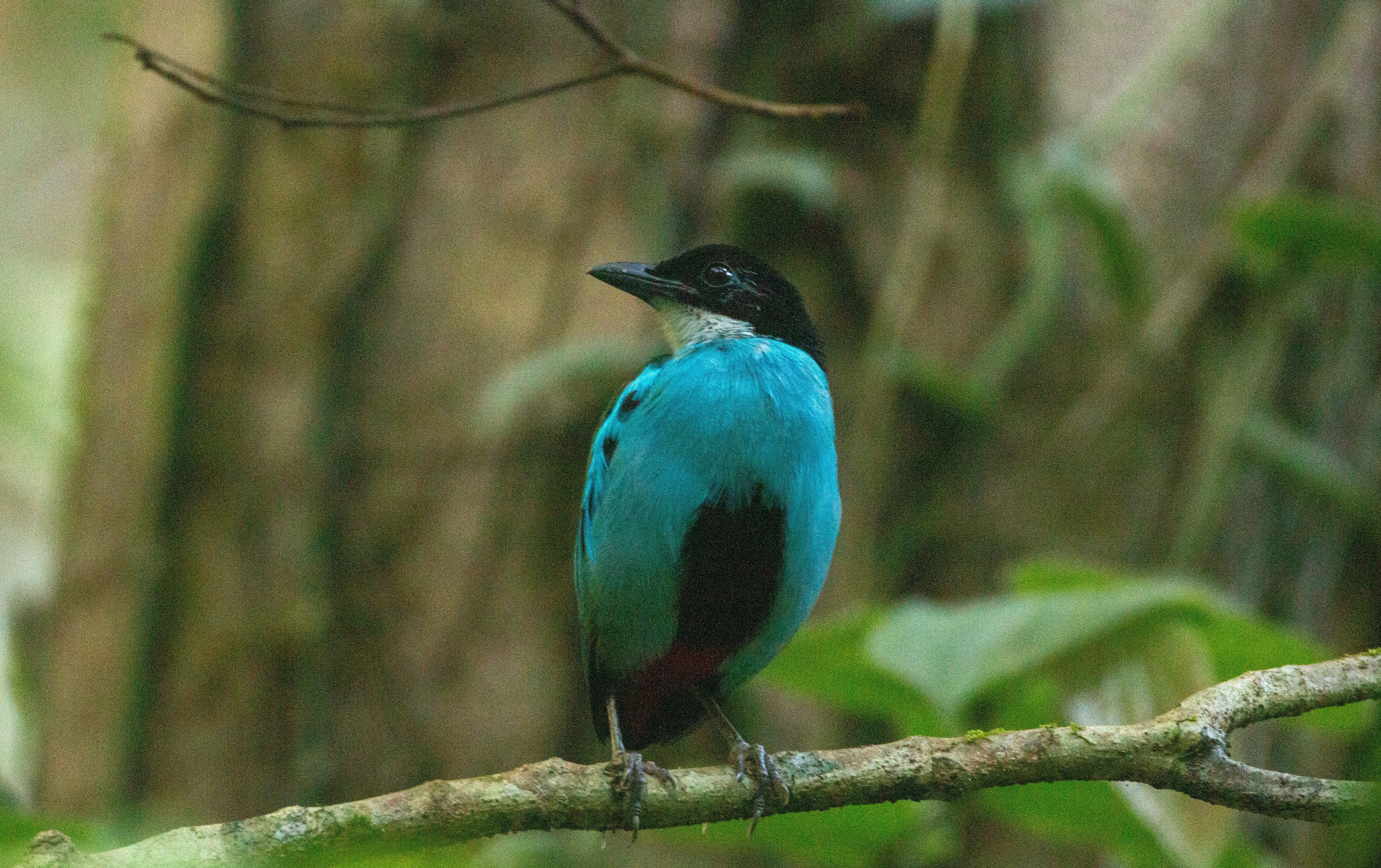
Pita azurovoprsá na ostrově Bohol; vyniká azurovo-černo-rudé zbarvení spodních partií

Pita azurovoprsá dosahuje celkové délky těla asi 19 cm. Opeření je na většině těla kovově zelenomodré, s černou hlavou a ocasem. Hrdlo je bělavé, hruď a boky mají jasné azurové zbarvení. Střed břicha je však černý a zbarvení na nejspodnějších dolních partiích přechází do výrazné šarlatové. Zobák má černé zbarvení. Oba poddruhy se od sebe mírně liší odstínem opeření, Pitta steeri steeri jej má o něco výraznější.
Chování tohoto druhu je jen málo prostudováno. Jde o pozemního ptáka, který svou potravu – obvykle různé bezobratlé živočichy – vyhledává pod padlými kmeny, balvany a v uschlém listí. Hnízdění nejspíš spadá do období mezi dubnem a červnem, kdy na Filipínách probíhá období dešťů. Mláďata byla ve volné přírodě pozorována v červnu a červenci. Zvukový projev tvoří série 4 až 5 vysokých hvízdavých tónů vhíp!, jež je v několikasekundových intervalech opakována.

## Ohrožení
Mezinárodní svaz ochrany přírody (IUCN) považuje pitu azurovoprsou ve svém vyhodnocení stavu druhu z roku 2016 za zranitelnou, přičemž celkovou velikost populace kvantifikuje na 2 500 až 10 000 dospělců a přisuzuje jí klesající trend. IUCN poukazuje na fakt, že populace pity azurovoprsé jsou silně fragmentovány a vystaveny ztrátě přirozeného prostředí, především rozsáhlému mýcení nížinných lesů.